# ウード2世・ド・ポルオエ

ウード2世のバナー

ウード2世・ド・ポルオエ（フランス語：Eudes II de Porhoët, ? - 1180年以降）またはウードン2世（ブルトン語：Eudon II）
ポルオエ副伯であった人物。ポルオエ副伯ジョフロワとアヴォワーズの息子。妻の権利により1248年にブルターニュ公となった。

## 生涯
1148年ごろ、ウード2世はブルターニュ女公ベルトと結婚し、妻の権利によりブルターニュ公となった。ウードにとっては初婚、ベルトにとっては再婚であった。ベルトは最初に初代リッチモンド伯アラン黒伯と結婚、1146年に死別していた。ベルトが死去した際、ウードはベルトと最初の夫との息子コナン4世の継承を拒否し、義弟オエル3世と同盟を結んだ。最終的にウードは義子コナン4世により廃され、コナン4世と同盟を結んでいたラウル・ド・フージェールにより捕えられた。
ウードは1167年にレオン副伯ギヨマルシュ6世（fr）の娘と再婚した。後世の著者らは妻の名をエレオノールまたはジャンヌであったとしている。

## 子女
ベルトとの間に2子が生まれた。
- ジョフロワ
- アデライード（1220年没） - 人質としてイングランド王ヘンリー2世の宮廷に送られ、ヘンリー2世の愛妾となったとヘンリー2世の敵は主張したが、真相は不明である。アデライードは後にフォントヴロー修道院の女子修道院長となった[5][6]。

2番目の妻との間に以下の子女が生まれた。
- ウード3世（1230年没）
- アンリ
- エレオノール - トレギエ伯・ギャンガン伯アンリ・ド・パンティエーヴルとマティルド・ド・ヴァンドームの息子コナン・ド・パンティエーヴルと結婚
- アリス - モーヴォワザン家に嫁す[7]